# Jianqiao (köpinghuvudort i Kina, Zhejiang Sheng, lat 30,32, long 120,22)
Jianqiao är en köpinghuvudort i Kina. Den ligger i provinsen Zhejiang, i den östra delen av landet, nära eller i provinshuvudstaden Hangzhou. Antalet invånare är 91 654. Befolkningen består av 42 753 kvinnor och 48 901 män. Barn under 15 år utgör 10,0 %, vuxna 15-64 år 84 %, och äldre över 65 år 5,0 %.
Runt Jianqiao är det mycket tätbefolkat, med 1 463 invånare per kvadratkilometer. Närmaste större samhälle är Hangzhou, 5,9 km sydväst om Jianqiao. Runt Jianqiao är det i huvudsak tätbebyggt.
Genomsnittlig årsnederbörd är 1 869 millimeter. Den regnigaste månaden är juni, med i genomsnitt 328 mm nederbörd, och den torraste är november, med 74 mm nederbörd.